# 432

## Úmrtí
- 27. července – Celestýn I., papež

## Hlavy států
- Papež – Celestýn I. (422–432) » Sixtus III. (432–440)
- Východořímská říše – Theodosius II. (408–450)
- Západořímská říše – Valentinianus III. (425–455)
- Franská říše – Clodio (428–448)
- Perská říše – Bahrám V. (421–439)
- Vizigóti – Theodorich I. (419–451)
- Vandalové – Geiserich (428–477)